# みずがめ座Z星
みずがめ座Z星（みずがめざZせい）は、みずがめ座の方向に輝く脈動変光星。

## 概要
136.6日の周期で7.4等と10.2等の間を変光する半規則型変光星。みずがめ座Z星が分類されるSRA型は半規則型変光星の中でも周期性の良い変光をする赤色巨星が分類される型であり、みずがめ座Z星自身も脈動に伴いスペクトル型がM1e-M7IIIの間を変化する赤色巨星である。変光星総合カタログではみずがめ座Z星はSRA型の代表星とされている。

## 名称
学名はZ Aquarii（略称：Z Aqr）、ボン掃天星表の番号はBD-16°6379、ヘンリー・ドレイパーカタログの番号はHD 223737。